# 中村淳治
中村 淳治（なかむら じゅんじ、1930年（昭和5年）4月23日 - 2010年（平成22年）11月19日）は、昭和から平成時代前期の政治家。醸造家。青森県黒石市長。

## 経歴
青森県南津軽郡黒石町（現黒石市）出身。1951年（昭和26年）明治薬学専門学校を卒業し、黒石市職員となる。黒石市議会議員を2期務めたのち、1974年（昭和49年）黒石市長に当選。3期12年に渡り務め、市民文化会館や黒石公民館の建設、勤労青少年ホームや中央スポーツ館などの整備、3度に渡る浅瀬石川水害の復旧などに尽力した。退任後は、酒蔵「中村亀吉」を経営し、平成22年度の全国清酒鑑評会で金賞を受賞した。
2010年（平成22年）11月19日午前7時52分、黒石病院で死去。80歳没。